# Rolls-Royce Phantom (2003)
Rolls-Royce Phantom  är en brittisk lyxbil tillverkad av Rolls-Royce Motor Cars Limited som ägs av tyska BMW. Bilen introducerades 8 januari 2003 och är den första Rolls-Royce-modellen som kom från den nya fabriken i Goodwood, West Sussex, England sedan BMW köpt rättigheterna till varumärket Rolls-Royce av flygmotortillverkaren Rolls-Royce plc 1998. I februari 2016 meddelade Rolls-Royce att tillverkningen upphör i slutet av året.

## Historia
Se huvudartikel Rolls-Royce Motor Cars.

## Design och utveckling
När BMW köpt namnrättigheterna till Rolls-Royce personbilar bildade man ett design- och konstruktionsteam. Teamet flyttade in i en nerlagd bank i centrala London inför arbetet.
Ett av målen med designen var att bevara märkets identitet istället för att utveckla den "ultimata" BMW:n, det vill säga att undvika Mercedes öde när dess lyxsedan Maybach utvecklats. Maybach blev helt enkelt för lik övriga Mercedes-modeller i lyxklassen.
Phantoms design har klara och tydliga band till tidigare Rolls-Roycemodeller och uppfattas som en traditionell Rolls-Royce. Speciellt påminner den starkt om tidigare Phantommodeller. Ett klassiskt designdrag är de höga hjulen, som enligt tradition skall vara hälften så höga som bilens totala höjd. Även interiört är Phantom traditionell, med träpaneler och läderklädda säten.

## Konstruktion
Bilens chassi är uppbyggt kring en aluminiumram byggd i en speciell i spaceframeteknik. Även karosspanelerna (skärmar dörrsidor mm) är av i aluminium och både ram och karosspanelerna tillverkas i en av BMW:s fabriker i Dingolfing i Tyskland. V12-motorn är på 6750 kubiks cylindervolym och har 460 hästkrafter. Motorn är i grunden en utveckling av BMW:s motsvarighet och tillverkas i München i Tyskland. Den automatiska växellådan är sexstegad (efter facelift 2012 åttastegad) och drivningen sker på bakhjulen.
De flesta av bilens funktioner styrs från en kontrollpanel där man navigerar sig genom olika menyer på en lcdskärm på instrumentpanelen med hjälp av ett vridreglage med "klickfunktion" (som ett skrollhjul på datormus).
Bilen har luftfjädring. Totalt är endast 15 procent av komponenterna från BMW:s övriga modeller. Resten av komponenterna är speciellt utvecklade för Phantom.

## Speciella finesser

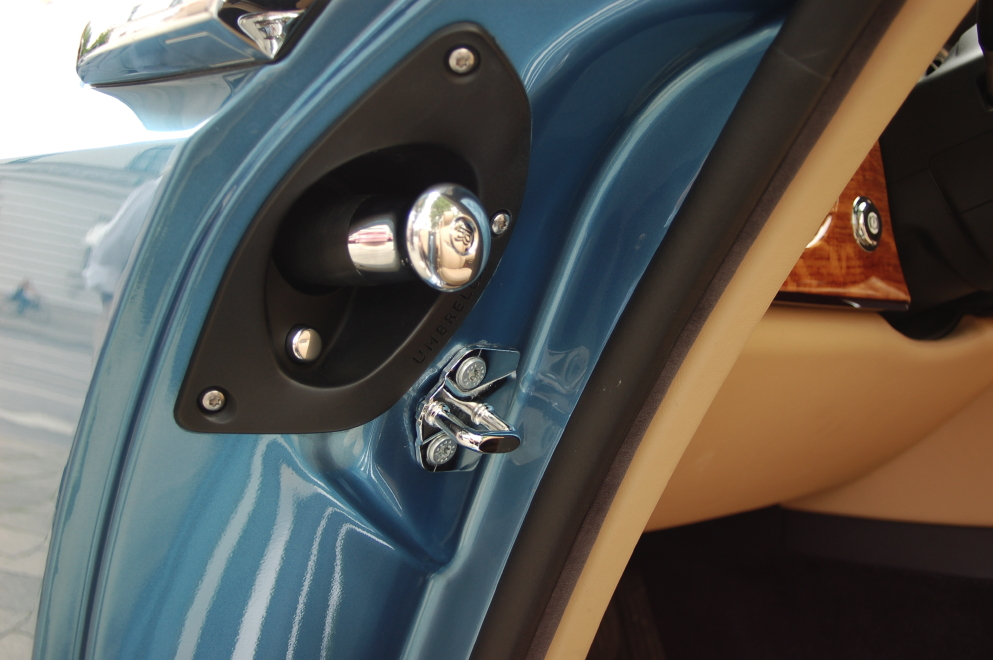
Paraplyet nås från dörrens "gavel".

- På instrumentpanelen finns en mätare "Power Reserve" som talar om hur stort effektuttaget är ur motorn.
- Bakdörrarna har gångjärnen i bakkant och öppnas bakåt, så kallade självmordsdörrar. En elektrisk spärr ser till att dörrarna inte kan öppnas under färd. För att underlätta stängning inifrån kan dörrarna stängas elektriskt genom en knapptryckning.
- I bakdörrarna finns även förvaringsfack för paraply. För att undvika mögel är tyget på varje paraply teflonbelagt. Facken är dessutom elektriskt uppvärmda för att torka eventuell fukt.
- Den traditionella kylarprydnaden Spirit of Ecstasy fälls ner elektriskt i kylaren antingen genom en knapptryckning på instrumentpanelen eller när man tar ur nyckeln ur tändningslåset.
- RR-logotypen på navkapslarna är alltid rättvänd, även under färd. Navkapseln är upphängd i ett kullager och en tyngd gör att den roterar i motsatt riktning mot hjulet. Detta gör då att texten 'RR' hela tiden "står stilla" och alltid är rättvänd i farter upp till 100 km/h.
- Konceptbilen 101EX var utrustad med en "stjärnhimmel" i innertaket kallat "Starlight Headliner". Stjärnhimlen består av 800 små ljuspunkter skapade av fiberoptik. Ljuset kan regleras steglöst eller helt stängas av. Starlight Headliner finns sedan hösten 2007 som extra tillbehör till Phanthom.

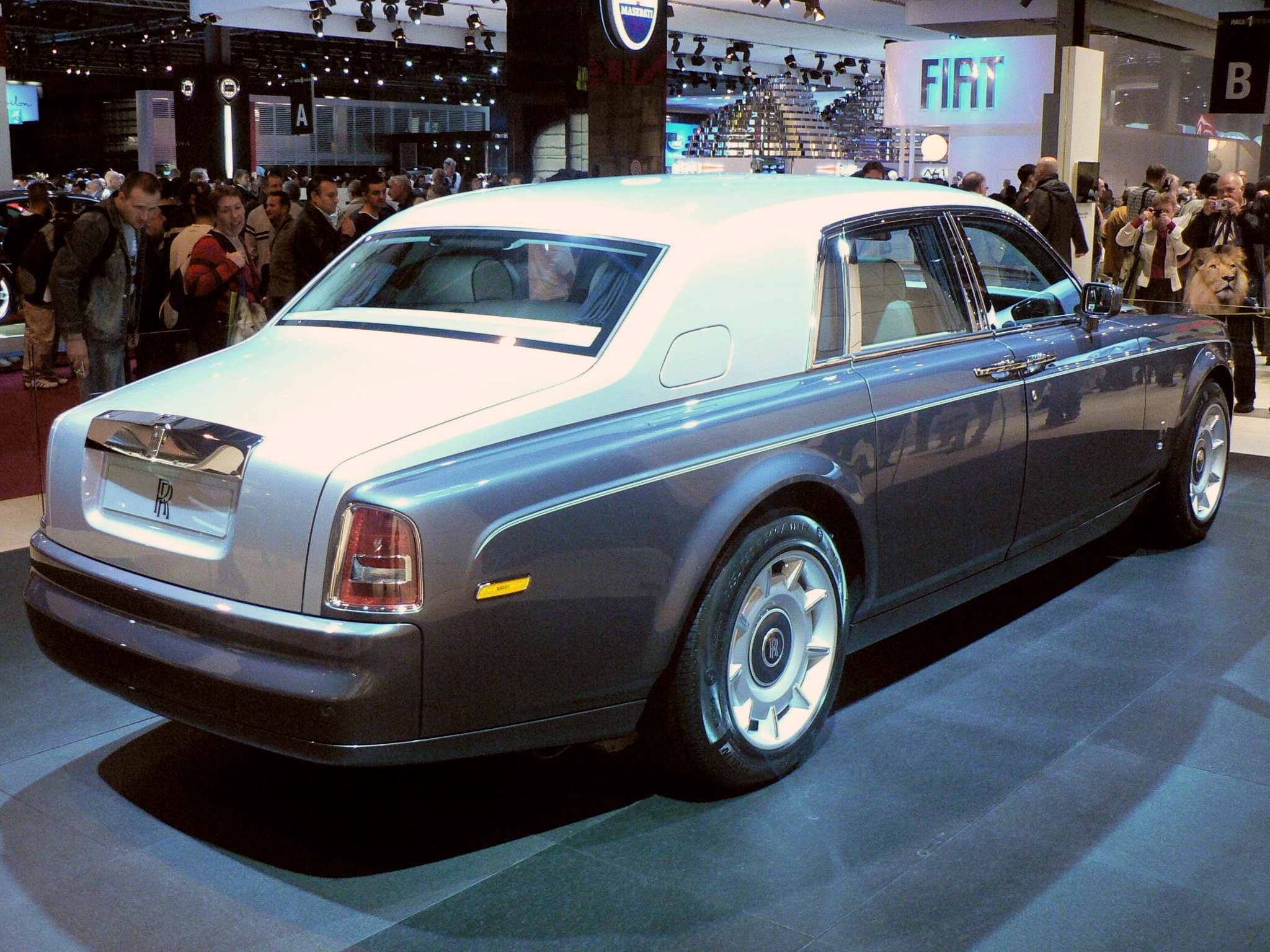
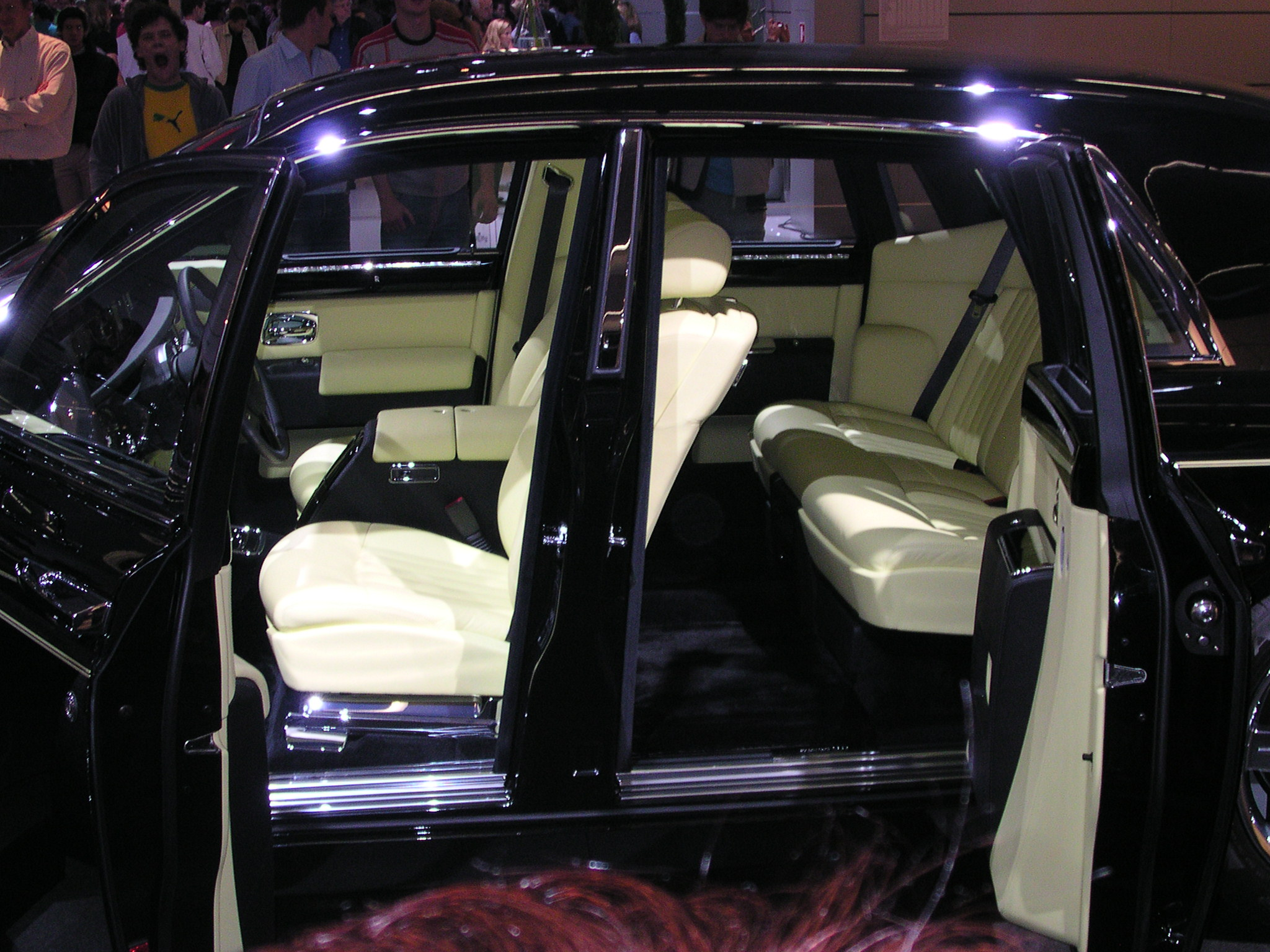
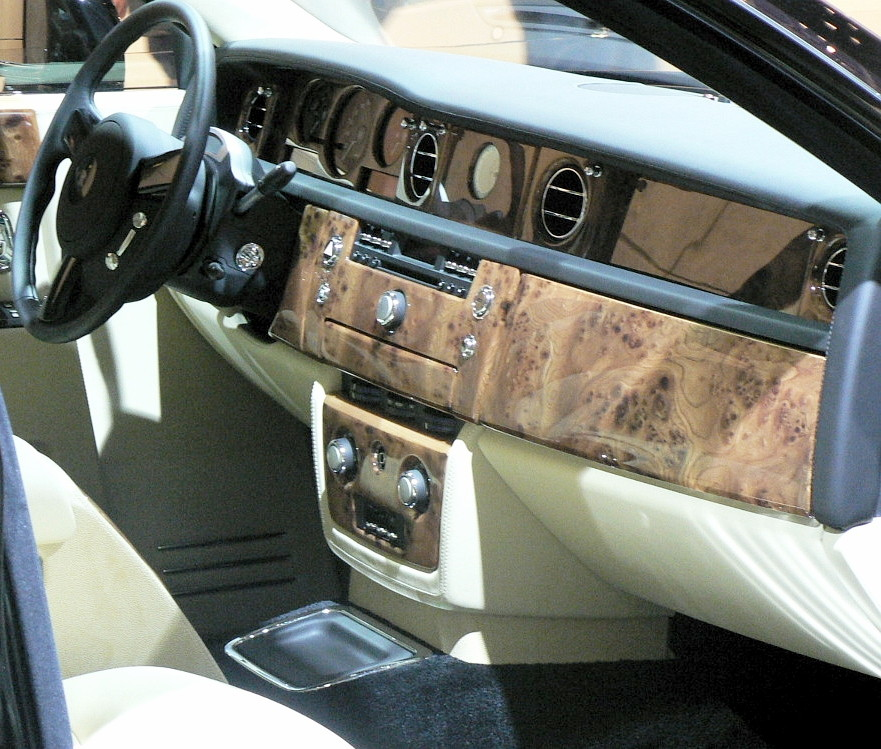
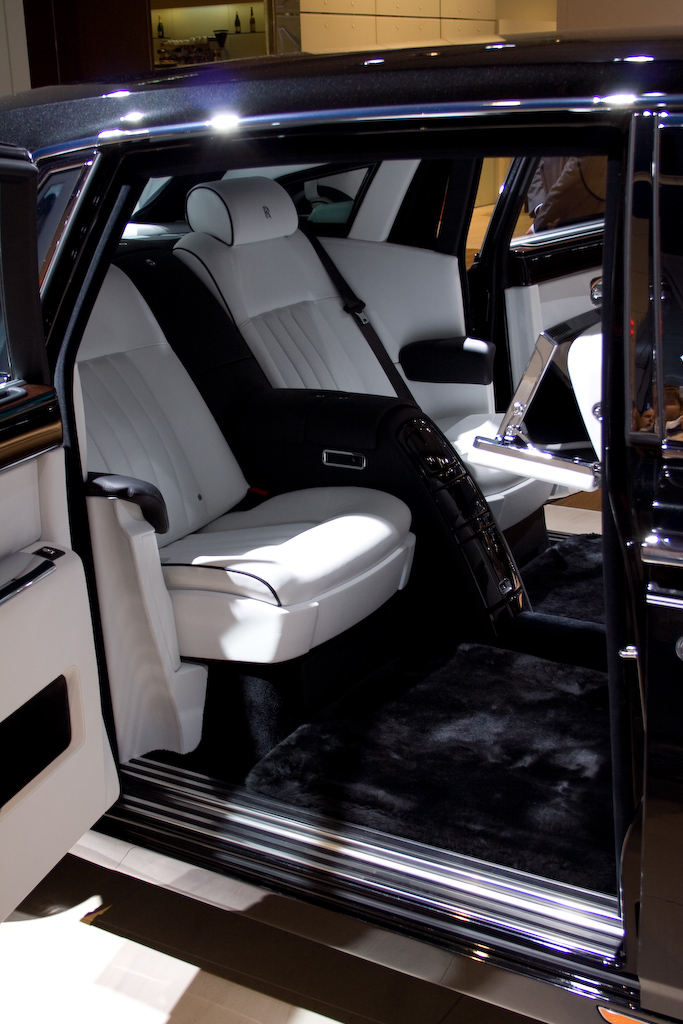

## Phantom EWB
På Internationella Bilsalongen i Genève 2005 visade Rolls-Royce upp en förlängd version av Phantom kallad Phantom EWB (Extended WheelBase). Modellen fanns till en början endast tillgänglig i sydostasien, men efter en tid gjordes modellen tillgänglig i resten av världen. EWB har en hjulbas som är 250 mm längre än den vanliga modellen som kommer baksätespassagerarna till godo. Ca 25% av alla Phantom (sedan) är i EWB-utförande.

## Phantom Drophead Coupé

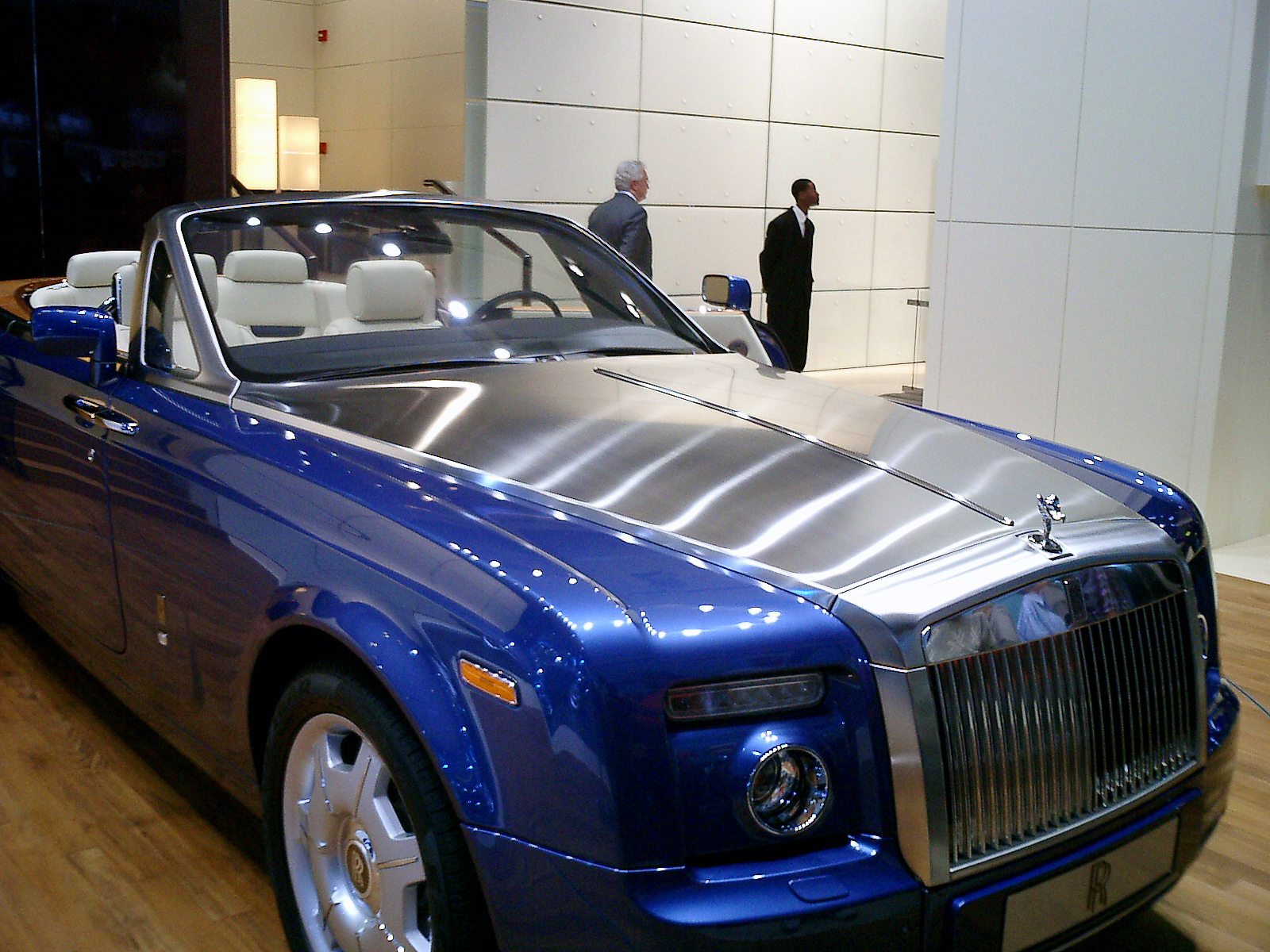
Rolls-Royce Phantom Drophead Coupé.

Den 7 januari 2007 visade Rolls-Royce upp en cabrioletversion av Phantom kallad Pantom Drophead Coupé. Den är mycket snarlik konceptbilen 100EX som visats tidigare. Då publikreaktionerna på 100EX blev mycket positiva, bestämde man sig för att producera bilen. Leveranserna startade sommaren 2007.

## Phantom Coupé

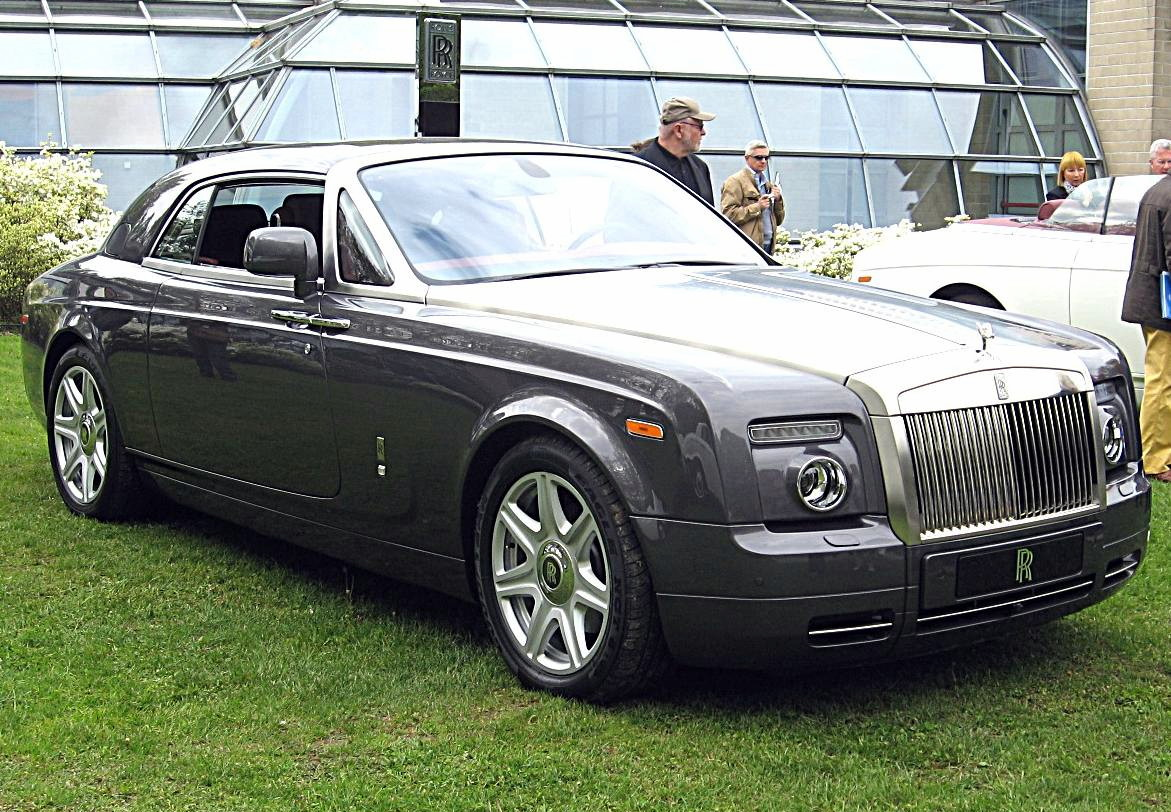
Rolls-Royce Phantom Coupé.

Den 17 februari 2008 meddelade Rolls-Royce i ett pressmeddelande  att en tvådörrars coupémodell av Phantom kommer att börja säljas under 2008 med produktionsstart under sommaren. Den nya modellen kommer att vara snarlik konceptbilen 101EX. Namnet blir inte oväntat Phantom Coupé. Bilen får liksom Phantom Drophead Coupé självmordsdörrar och delbar bagagelucka kallad "picknick boot" Motorhuv och A-stolpar kommer liksom på DHC att vara i polerat rostfritt stål, som extrautrustning. Bilen premiärvisades den 4 mars under Internationella Bilsalongen i Genève.

## Försäljning
- BMW har satt en begränsning på 10 000 tillverkade Phantoms under modellens livstid.
- Grundpriset i Storbritannien är satt till 250 000 pund och till 340 000 dollar i USA.
- I oktober 2004 hade bara 555 Phantoms sålts mot förväntade 1 000 per år. Trots det sålde man dubbelt så många som rivalen Maybach.
- Den 2000:e Phantomen rullade av bandet i Goodwood i december 2005.
- I juli 2006 producerade Rolls-Royce en begränsad serie på 25 exemplar, "Phantom Black".
- Den 9 mars 2007 levereras den 3 000:e Phantomen.

### Försäljningsstatistik
- År 2003 - 300 st
- År 2004 - 792 st
- År 2005 - 796 st
- År 2006 - 1805 st
- År 2007 - 1 010 st
- År 2008 -  1 212 st
- År 2009 - 852 st

Observera att statistiken innefattar samtliga versioner av Phantommodellserien.

## De sista bilarna
Den 23 februari 2016 meddelade Rolls-Royce att tillverkningen av Phantom skulle upphöra i slutet av året. En ersättare är beräknad att lanseras tidigt 2018. Dock kommer cupé- och cabrioletmodelerna inte få några efterföljare. Som avslutning tillverkades Phantom Coupé och Phantom Drophead Coupé i en specialserie om 50 exemplar kallad Phantom Zenit.  Den 31 januari 2017 meddelade Rolls-Royce att den allra sista bilen av den sjunde generationen av Phantom färdigställts i form av en specialbeställd Phantom LWB.